# Danemark au Concours Eurovision de la chanson 2020
Le Danemark était l'un des quarante et un pays participants prévus du Concours Eurovision de la chanson 2020, qui aurait dû se dérouler à Rotterdam aux Pays-Bas. Le pays aurait été représenté par le duo Ben & Tan et sa chanson Yes, sélectionnés via le Dansk Melodi Grand Prix 2020. L'édition est finalement annulée en raison de la pandémie de Covid-19.

## Sélection
Le diffuseur danois DR a confirmé sa participation à l'Eurovision 2020 le 22 mai 2019. Le diffuseur ouvre par la suite une période de dépôt des candidatures, du 2 octobre au 1er novembre 2019, au terme de laquelle 515 chansons ont été reçues par le diffuseur.
La finale a lieu le 7 mars 2020. Dix artistes y participent. Dans un premier temps, trois artistes se qualifent pour la superfinale, puis finalement, le vainqueur est désigné parmi ces trois artistes par le télévote danois.
- Qualifiés

| Ordre | Artiste                      | Chanson                         |
| ----- | ---------------------------- | ------------------------------- |
| 1     | Isam B                       | Bølger                          |
| 2     | Ben & Tan                    | Yes                             |
| 3     | Maja & De Sarte Sjæle        | Den eneste goth i Vejle         |
| 4     | Benjamin Kissi               | Faith                           |
| 5     | Emil                         | Ville ønske jeg havde kendt dig |
| 6     | Sys Bjerre                   | Honestly                        |
| 7     | Jamie Talbot                 | Bye Bye Heaven                  |
| 8     | Sander Sanchez               | Screens                         |
| 9     | Kenny Duerlund               | Forget It All                   |
| 10    | Jasmin Rose feat. RoxorLoops | Human                           |

- Vainqueur

| Ordre | Artiste        | Chanson                         | Télévote | Place |
| ----- | -------------- | ------------------------------- | -------- | ----- |
| 1     | Ben & Tan      | Yes                             | 61%      | 1     |
| 2     | Emil           | Ville ønske jeg havde kendt dig | 19%      | 3     |
| 3     | Sander Sanchez | Screens                         | 20%      | 2     |

La soirée se conclut sur la victoire de Ben & Tan avec leur chanson Yes, qui représenteront donc le Danemark à l'Eurovision 2020.

## À l'Eurovision
Le Danemark aurait participé à la deuxième demi-finale, le 14 mai puis, en cas de qualification, à la finale du 16 mai 2020.
Le 18 mars 2020, l'annulation du Concours en raison de la pandémie de Covid-19 est annoncée.